# انتفاخ حول المحجر

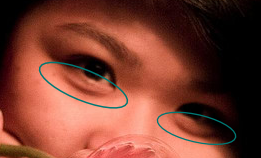
أكياس تحت العين - انتفاخ صغير حول محجر العين غالبا يمكن اكتشافه تحت العينين فقط.

استسقاء حول محجر العين

الانتفاخ المحيط بالمحجر والذي يعرف أيضًا بانتفاخ العينين أو التورم حول العينين يشار لتورم الأنسجة حول العينين الذي يطلق عليه حجاج العين ويحدث ذلك بسبب تراكم السوائل حول العينين أو استسقاء المحجر وعادة مايكتشف عند وجود انتفاخ بسيط تحت العينين (ولكن ببعض الاحيأن يمكن أن يحيط بها كلها) وتسمى غالباً باكياس العيون ومثل هذا الانتفاخ فهو وقتي يبرز مع العمر ويزداد تدريجيًا حجم الوسادة الدهنيه التي تقع تحت الجفن السفلي الذي يشار له بالعاميه باسم اكياس العيون.
الاسباب
يمكن أن تكون بعض درجات الانتفاخ عاديه وبسبب عوامل فرديه كالاعياء والعمر يمكن أن يصبح التورم أكثر بروزاً في الأنسجة المحيطة بالعينين بعد الاستيقاظ من النوم فقد يكون بسبب اعاده توزيع الجاذبيه للسوائل بشكل افقي ويمكن أن يحدث انتفاخ العينين أيضًا بسبب ارتفاع عدد كريات الدم البيضاء مع وذمه فوق محجر العين وربما يحدث هذا في المراحل الأولية من الاتهاب.
- كثره النوم والحرمأن منه والنوم المتقطع هي من الاسباب الشائعة لانتفاخ العين بحاجه الي مصدر
- احتباس السوائل في كثير من الحالات التي (تشمل الحمل والتغيرات الهرمونيه في فتره الحيض) يمكن أن تؤدي الي احتباس السوائل خصوصًا الأنسجة تحت الجلد هذه الحالات يمكن أن تسبب تورم بارز حول العيون يمكن أن نخفف جزيئا من حدوثه عن طريق رفع رأس سرير الشخص بحاجه الي مصدر
- الحميه - يؤدي نقص الصوديوم إلى احتباس السوائل والذي يؤدي بدوره إلى انتفاخ العينين بحاجه الي مصدر
- الكحول والتدخين يحتويأن على السموم التي تسبب التوتر والاعياء والتغيرات الهرمونيه التي تؤدي الي احتباس السوائل والتورم حول العينين بحاجه الي مصدر
- الحساسية- تفاعلات الحساسية تؤدي الي تسرب في العيرات تحت الجلد والتي تسبب تورم في الوجه وحول العينين بحاجه الي مصدر
- اضطربات الجلد – انتفاخ العينين يمكن أن يكون من الأثار الجأنبيه لنوع معين من اضطربات الجلد مثل التهاب الجلد فاذا أصبحت المنطقة المتضررة شديدة الحساسية فإن ذلك يؤدي للتورم بحاجه الي مصدر
- المسنون العاديون – كلما كبر الشخص أصبح الجلد المحيط بالعينين أرق وقد تنتفخ أو تتدلى. وبالاضافه أن هناك زياده تدرجيه مستمره عمومًا في حجم اسفل دهون العضلة الدويريه العينية مع رقه وضعف في العضلات العلويه التي تساهم في اظهار انتفاخ في الجفن السفلي للعين.
- البكاء- الملح الذي في الدموع قد يسبب احتباس السوائل في منطقه العينين
- قصور الدرقيه – انتفاخ الوجه وتورم الحجاجي يحدث بسبب تسرب متعدد السكاريد المخاطي وحمض الهارولينيك وسَلفاتُ الكُوندروتين فتجذب السوائل إلى الحيز الخلالي عن طريق التناضح
- التهاب الهلل الحجاجي - التهاب وعدوى الجفن واجزاء من الجلد حول العين
- داء شاغاس - والمعروف بداء المثقبيات الأمريكي تكون المراحل عادة حادة عند الصغار بسن وتظهر عليهم علامات رومأنا وحيده الجأنب ومولمه والوذمه المحيطه بالحجاج
- المتلازمه اللائكيه- الانتفاخ حول العينين هو أول العلامات للتورم
- داء الشعرينات – الوذمه المحيطه بالحجاج والحمى وآلام العضلات هي الاعراض الاساسيه التي تنتج عن الاكل غير الناضج وتناول لحول الخنازير المصابه بحاجه الي مصدر
- غدد الدموع – الانتفاخ حول العينين قد يكون بسبب اختلال في وظيفه غدد الدموع أنسداد الوريد الاجوف العلوي - بحاجه الي مصدر
- .أنسداد الوريد الاجوف العلوي بحاجه
- الجيب الكهفي متلازمه الاعتلال العصبي

المخاطر
عادة مايكون انتفاخ العينين قلق تجميلي مؤقت ولكن أحيأنًا الاشخاص يقلقون من تأثير مستحضرات التجميل على التورم حول الحجاجي ويبحثون عن التصحيح الجراحي الانتفاخ الشديد والمستمر قد يكون علامة لحاله طبيه خطيرة أخرى.
العلاجات
بالنسبة للشخص المعرض لانتفاخ العينين تغيير الغذاء وأسلوب الحياة (تحت اشراف الطبيب المعالج) قد يقلل من احتماليه الإصابة بالانتفاخ.
كما أن الكمادات البارده بالقرب من العين تعمل كعلاج قصير المدى فتبرد درجه الحرارة وتضيق الأوعية الدمويه وتمنع تدفق السوائل في الأنسجة مما يقليل الانتفاخ.
كذلك مشتقات الخميره الحية يمكن أن تكون فعالة في علاج الانتفاخ.
الحماية
رفع الراس خلال النوم يمكن أن يقي من إعاده توزيع الجاذبيه للسوائل والذي يكون مصاحبًا لتورم العينين، كما أن الحمية المنخفضة الكربوهيدرات قد تقي من انتفاخ العينين عن طريق الحماية من احتباس الماء بالإضافة للحرص على تناول الطعام الغني بالفيتامنات وخصوصًا فيتامين أ وج ودال فهي تساعد على التقليل من الانتفاخ والحفاظ على صفاء ورطوبه الجلد.